# Barrancas del Orinoco
Barrancas del Orinoco is een plaats in Venezuela. Het is de hoofdplaats van de gemeente Sotillo van de staat Monagas en het is waarschijnlijk de oudste nederzetting van het land.
De plaats is aan de Orinoco gelegen nabij het waar deze grote rivier zich splitst om de Orinocodelta te vormen. In het begin van de 21e eeuw heeft de plaats minder dan 30.000 inwoners, die tamelijk gemengd van samenstelling zijn, hoewel de meesten mestiezen of inheemsen zijn, met een minderheid van vreemdelingen, zoals Guyanezen.

## Geschiedenis
Er was hier al een nederzetting in de tijd van de Saladoïde cultuur en de opvolger daarvan, de Barrancoïde cultuur is zelfs vernoemd naar Barrancas. Er zijn hier resten gevonden die dateren van zo'n 1000 v.Chr. De plaats is zeker sinds de zesde eeuw ononderbroken bevolkt geweest.
Diego de Ordaz, een Spaanse ontdekkingsreiziger die bezeten was met het vinden van het legendarische  El Dorado, kwam in augustus 1531 in het dorp aan nadat hij de Orinoco via de Caño Manamo was opgevaren. Hij was onder de indruk van het aantal inwoners en ontmoette persoonlijk de plaatselijke leider Naricagua. De kroniekschrijver Juan de Castellanos beschrijft de plaats als een machtige stad.